# Фаїл
Фаїл (дав.-гр. Φάϋλλος; д/н —354 до н. е.) — політичний та військовий діяч давньої Фокіди, стратег-автократ Фокідського союзу у 352–351 роках до н. е.

## Життєпис
Походив із заможної аристократичної родини Фокіди. Про молоді роки замало відомо. був молодшим братом володарів Філомела та Ономарха. У 354 році до н. е. став співволодарем останнього. У 353 році до н. е. на чолі із 7 тисячним військом вирушив на допомогу тирану Фер Лікофрону II, проте зазнав поразки від Філіппа II Македонського.
У 352 році до н. е., після смерті брата Ономарха, успадкував владу. Продовжив політику конфіскацій майно ворожих громадян Фокідського союзу, використовував скарби Дельфійського оракула для створення потужної армії. Першим зі свого роду став карбувати монети з власним ім'ям. Зумів зберегти союз зі Спартою та Афінами, а також фессалійськими тиранами. Намагався підкорити Беотію, втім зазнав поразки у трьох битвах.  Але це не послабило військову могуть Фаїла. Намагання підкорити Локриди не дали певного результату.
У 351 році до н. е. Фаїл помер від хвороби, передавши усю владу над Фокідою своєму небожеві Фаліку.